# Armin Völckers
Armin Völckers ( Berlín, 31 de agosto de 1963 ) es un pintor y cineasta alemán. Director de la película Leroy, estrenada en 2007.

## Biografía
Aunque nacido en Berlín, Armin Völckers vivió entre 1964 y 1970 en Río de Janeiro (Brasil). Desde 1970 vivió en Hamburgo, donde se graduó en la escuela secundaria en 1981 y realizó servicios comunitarios. Se trasladó a Berlín y desde 1983 estudió pintura en la Universidad de las Artes de Berlín con Dietmar Lemcke, Jens Jensen y Henning Kürschner. Desde 1988, Völckers ha mostrado sus obras en numerosas exposiciones en galerías privadas, en la exposición anual de la Asociación de Artistas de Berlín (Vereins Berliner Künstler) en 1995 y a nivel internacional en colecciones privadas como la colección IFC, anteriormente Banco Mundial (The World Bank).
Durante una pausa en su trabajo artístico a principios de la década de 2000, trabajó como director y guionista. Su largometraje Leroy (2007), financiado por el ZDF recibió en 2008 el Premio del Cine Alemán en dos categorías (Lola de Oro a la mejor película infantil y mejor música) y el premio del público en el “Festival Internacional de Cine de Tokio” en Japón. Desde entonces, Völckers volvió a dedicarse principalmente a la pintura.

## Obra

### Pintura
Sus pinturas figurativas se caracterizan por la fantasía narrativa, a menudo con un toque satírico. Aunque tiene un estilo pictórico distintivo y típico, a menudo incorpora elementos de estilos de pintura clásicos. Esto se correlaciona con objetos visuales que se toman prestados por igual de la vida cotidiana, los sueños y la cultura pop.  En sus imágenes, la realidad y el mundo de los sueños están perfectamente conectados, por lo que, a veces, se han asociado al surrealismo.
Las inspiraciones recurrentes en las imágenes de Völckers incluyen recuerdos de ídolos de su juventud, lecturas de novelas de Thomas Pynchon o películas de David Lynch. El carácter pintoresco de sus paisajes, a menudo desiertos, se ve contrarrestado por ruinas que parecen el legado de una humanidad desaparecida.

### Exposiciones
- 1991 Abriss-Galerie, “Some Girls Wander By Mistake”, colaboración con la banda “The Sisters of Mercy” y EastWest Records, Hamburgo.
- 1992 Galerie Vorsetzen, “Behind our Door”, con Oswald Oberhuber, Hamburgo.
- 1993 Galerie im Boudoir, Berlín; Kunsthalle Berlin, “Potsdamer Platz”, Vereins Berliner Künstler.
- 1994 Galerie am Savignyplatz, exposición individual, Berlín
- 1995 Fine Art Rafael Vostell, „Standpunkte“, con MK Kähne, Costantino Ciervo y otros, Berlín.
- 1996 Kunstverein Schering (Fundación Schering), exposición individual, Berlín; “Berlín-Rijeka”, exposición colectiva, Mali Salonu, Rijeka, Croacia
- 1997 Bellas Artes Rafael Vostell, instalación “The Crying Room”, Köpenick Art Summer
- 1998 Galerie Claudia Brandt, exposición individual, Múnich
- 2002 Galerie am Savignyplatz, exposición individual, Berlín; Iglesia de San Emaús, exposición individual, Kassel
- 2004 Tempelhofer Ufer, “Find Your Love” con Marc Schmitz, Berlín
- 2012 Karokabinett Giovanni Castell, exposición individual, Hamburgo
- 2013 Galerie Anne Moerchen, exposición individual, Hamburgo
- 2014 Galerie Anne Moerchen, exposición individual, Hamburgo
- 2015 Museo del Cementerio, “Funerary” con Claudia Hart, Berlín; Lago Galerie, con Gretchen Scherer, Oldenburg
- 2016 Galerie Schimming, con Niclas Castello y. a., Hamburgo; Galerie Lake, con Leif Trenkler y otros a., Oldenburgo; Galería No. 3, exposición individual, Berlín
- 2017 Janinebeangallery, exposición individual, Berlín; Galerie Lake, exposición individual, Oldenburg; Challery/Sotheby's, Viena, Austria
- 2018 Janinebeangallery, exposición individual, Berlín; Galerie Lake, exposición individual, Oldenburg; Challery/Sotheby's, Viena, Austria
- 2019 Janinebeangallery, exposición individual, Berlín; Galerie Lake, exposición individual, Oldenburg; Challery/Sotheby's, Viena, Austria
- 2020 Odetta Gallery, exposición colectiva, Nueva York; Janinebeangallery, exposición individual, Berlín
- 2021 Galerie Barbara von Stechow, con Lars Möller, Frankfurt a. METRO.; Galerie Lake, con Leif Trenkler, Moritz Götze y otros a., Oldenburgo; Galería Odetta, exposición colectiva, Nueva York
- 2022 Galerie Lake, con Philip Grözinger, Oldenburg; The Naked Room, exposición individual, Kyiv, Ucrania (planificada)

### Colecciones
- IFC (antes Banco Mundial, Washington)
- Hypovereinsbank (UniCredit)
- Schering AG, Berlín
- Paul McCartney
- Patricia Highsmith

## Cine
- Leroy räumt auf (cortometraje, 2005), guion y dirección
- Leroy (2007), guion y dirección
- Mullewapp – Eine schöne Schweinerei (2016), guion junto a Jesper Møller.